# Sebastian Crăciun
Sebastian Crăciun (n.17 noiembrie 1976, București), este jurnalist, realizator muzical la Radio România, organizator de concerte și Președinte al Asociației Pro Valores.  
Activitatea jurnalistică
Din 1999 a realizat la Radio România peste 3000 de emisiuni, care au fost difuzate de Radio România Cultural și România Muzical ("Tentații culturale", "Tentații muzicale", "Apelul admiratorului", "Info Buletin Muzical", "Muzicieni de azi …muzicieni de mâine", “Armonii istorice”, “Cocktail muzical”, „Stagiunea Muzicală Radio”, „Stagiunea Muzicală Bucureșteană”, „Lumea și muzica”, „Oaza de muzică”, „Diaspora Muzicală Românească”, “Afiș muzical”, “Concursul Drumul spre celebritate”, “Stagiunea Muzica la Palatele Brâncovenești”, “Music Show”) 
Ca jurnalist a fost invitat la numeroase manifestări culturale internaționale: Forumul Cultural Universal de la Barcelona, Festivalul « ConTempo Summer Concerts » de la Galway-  Irlanda, ediția a 40 a a Târgului de Muzică MIDEM de la Cannes – Franța, ediția cu numărul 60 a Festivalului « Primăvara la Praga », Festivalul „Spectrum XXI” desfășurat la Paris, Cursul de jurnalism organizat de COPEAM în Algeria la Oran, Festivalul Internațional de Muzică de la Ruse – Bulgaria, Festivalul Culturescapes organizat la Basel în Elveția, Festivalul « Zilele Enescu » de la Berlin, proiectului Isvor al Formației Imago Mundi  la Istanbul, Academia ICon Arts de la Roma, Concursul Internațional de muzică de la Tokyo (membru al juriului).  
De asemenea a participat in anul 2010 de Institutul Polonez să efectueze o vizită de documentare la Varsovia, proiect intitulat « Pe urmele lui Chopin », iar de Ministerul Culturii din Rusia sa efectueze în anul 2014 un Tour Press. 
În anul 2009 a lansat volumul de interviuri cu muzicieni din diaspora - [[« Regăsire »]] – Editura Babel Bacău. A publicat mai multe interviuri și articole de critică și actualitate muzicală în Revistele “Actualitatea Muzicală”, “Melos“, “Muzica” și “Universul radio”, “Cotidianul”, “Euphonia”.  
Activitatea de organizator de evenimente culturale
S-a afirmat și ca organizator de evenimente culturale:
Stagiunea Muzica la Palatele Brâncovenești(2009 – 2011), 
Stagiunii Sunetul muzicii de la Castelul Peleș (2011 – prezent), 
Turneului Național “Muzica în Palatele României” (2010 – prezent), 
Concursului Național “Drumul spre celebritate” (2010 – prezent), 
MogoșoaiaClassic Fest (2012 -), 
Romania Underground – Turneul Național Muzica în salinele României (2012 – ),
Festivalul Armonii poetice de la Palatul Mogoșoaia ( 2014 -), 
Proiectul Lunaria de la Biblioteca Centrală Universitară (2011 – 2012).
În perioada 2010 - 2013 a fost expert independent în cadrul comisiei naționale de evaluare a Proiectelor culturale a AFCN și expert independent în cadrul comisiei de avaluare a Proiectelor culturale din cadrul Programului Cantemir a Institutului Cultural Român.
Premii
Activitatea sa a fost recunoscută, obținând mai multe premii :  2011 - Premiul Uniunii Criticilor Muzicali pe anul 2010 în cadrul Galei Premiilor Forumului Muzical Român –pentru organizarea proiectelor « Stagiunea Muzica la Palatele Brâncovenești » și Concursul « Drumul spre celebritate »; 2008 - Premiul Clubului Român de Presă – secțiunea interviu ; 2000 - Premiul "Iosif Sava" - decernat de Radio România Cultural pentru realizarea emisiunii "Tentații Muzicale".